# مزرعة صدر (سفيد دشت)
مزرعة صدر (بالإنجليزية: Mazraeh-ye Sadr)‏ هي منطقة سكنية تقع في إيران في أصفهان.